# Centro del Cesar
Centro es una de las 4 subregiones del departamento colombiano del Cesar. Se ubica en el centro del departamento y está integrada por los siguientes 7 municipios:
- Becerril
- Chimichagua
- Chiriguaná
- Curumaní
- La Jagua de Ibirico
- Pailitas
- Tamalameque